# Ergasilus arthrosis
Ergasilus arthrosis är en kräftdjursart som beskrevs av L. S. Roberts 1969. Ergasilus arthrosis ingår i släktet Ergasilus och familjen Ergasilidae. Inga underarter finns listade i Catalogue of Life.